# ADATA

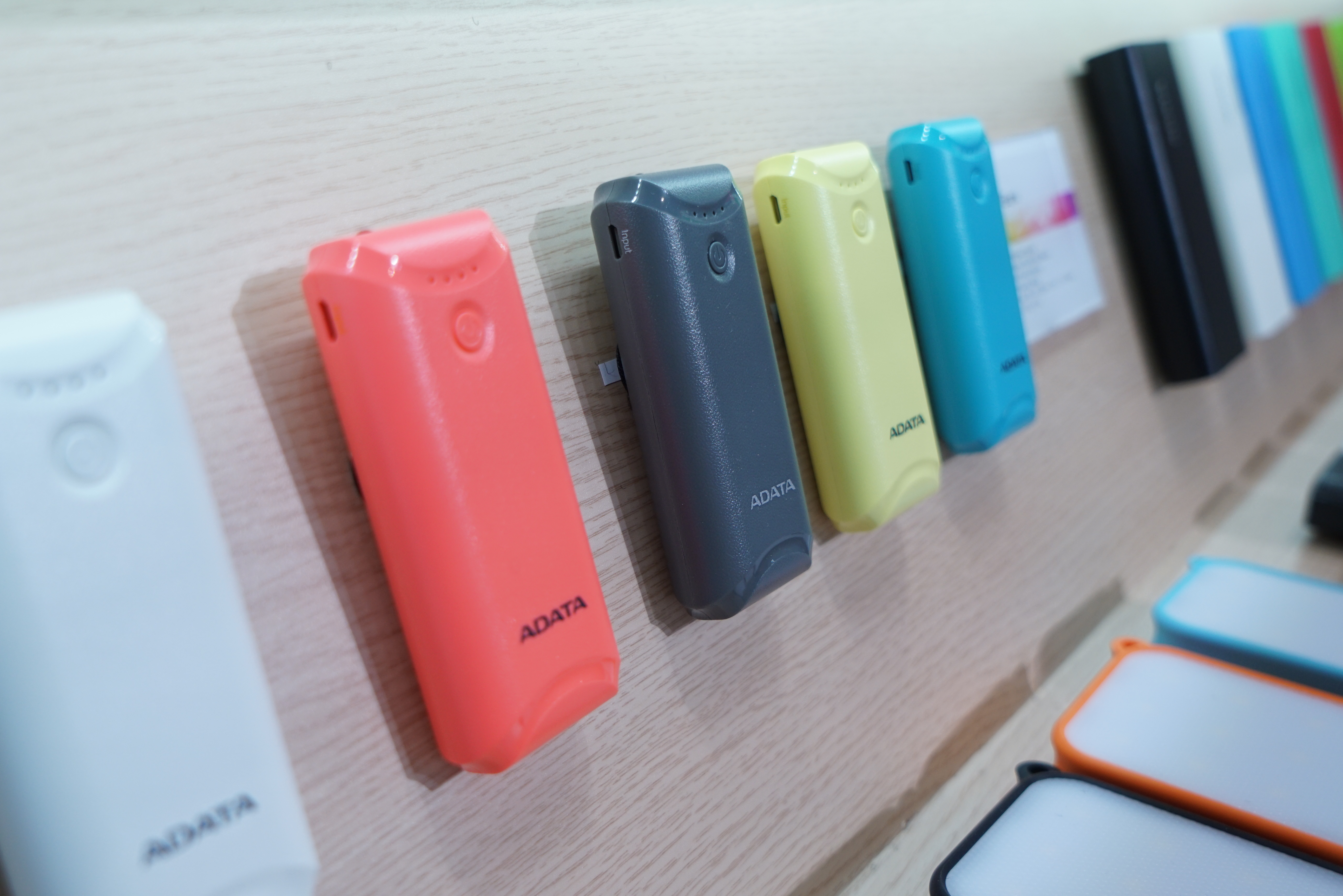
Computex Taipei 2018におけるモバイルバッテリー製品の展示

ADATA Technology Co., Ltd.（エイデータ・テクノロジー、TWSE：3260）は、台湾新北市に本社を置くメモリメーカー。社名略称はADATA、またはA-DATA。アジア、ヨーロッパ、アメリカ大陸など世界各国に支社を展開している。日本法人はエイデータテクノロジージャパン株式会社。
中核製品はDRAMモジュール、USBフラッシュメモリ、SSDやメモリーカードなど各種フラッシュメモリ製品。また、外付けハードディスクドライブなどのストレージ製品およびモバイルバッテリー、Apple製品やAndroid製品向けのアクセサリの販売も行っている。DRAMモジュール市場の販売シェアはキングストンテクノロジーに次ぐ世界第2位、SSDにおいても世界第2位の販売シェアを獲得した (DRAMeXchange, 2020)。
2010年の発表以後使用されているロゴにはカラフルなハミングバード（ハチドリ）が採用されており、各カラーが同社のモットーを象徴している。赤色はAgile、黄色はSwift、オレンジはExploring、緑色はLivelyの意味合いが込められている。
ゲーミング向け製品については「XPG」ブランドで販売しており、マウス、キーボード、ヘッドセットなどのデバイスおよびPCケースや電源ユニット、CPUクーラー、ゲーミングPC向けのDRAMモジュールやNVMe SSDなどの自作PC向け製品を取り扱っている。

## 概要
2001年5月に会長兼CEO 陳立白によって設立。20名ほどの従業員で創業した。
2002年には台湾初のDDR400 SDRAMモジュールを製品化、2005年にはDDR533 SDRAM モジュールを製品化してメモリ製品の生産を拡大。2006年には初めて世界第2位のDRAMモジュール市場の販売シェアを獲得した(DRAMeXchange)。翌2007年に収益が13億米ドルを突破したことを発表。フラッシュメモリ業界ではいち早く『サポートサービス』と『終身保証（永久保証）』を打ち出してシェアを拡大させた。
オーバークロック化に最適化されたハイエンドDRAMメモリーモジュールをはじめ、指紋認証USBメモリやソーラーディスク（メモリ残量を表示可能なUSBメモリ。太陽光発電で駆動できる。）など新製品開発にも取り組み、国際市場でも販売している。
ウォルト・ディズニー・カンパニーと共同開発したとされるUSBフラッシュメモリ、メモリカード、デジタルフォトフレームなどDisneyシリーズの製造、販売も行った。
製造拠点としては台湾、中国、ブラジルの3か国に計4か所の製造工場を有する。
日本市場に根付いた迅速なビジネス展開を行うため、2014年に日本法人としてエイデータテクノロジージャパン株式会社を設立。
2020年にヱヴァンゲリヲン新劇場版とコラボレーションしたUSBメモリおよびMicroSDカードを販売した。
2021年および2022年には、TVアニメ 呪術廻戦とコラボレーションしたゲーミングマウス・マウスパッド・モバイルバッテリー・ライトニングケーブル・USB Type-Cケーブルなどを販売した。

## 沿革
- 2001年5月4日 - ADATA Technology社 設立。メモリーモジュールの開発、製造を開始する。
- 2002年 - メモリーカードやUSBメモリなどのフラッシュ製品の製造を開始する。
- 2004年10月8日 - 台湾証券取引所に上場。
- 2005年4月 - 業界初の無鉛製造工程によるエコメモリモジュールを発売。ISO 14001国際認証を受ける。
- 2005年9月 - 「台湾国際ブランド価値調査」のトップ 20 グローバルブランド にランクイン。
- 2006年 - 初めて世界第2位のDRAMモジュール市場販売シェアを獲得(DRAMeXchange)。
- 2008年1月 - ADATA製USBフラッシュドライブのラインアップ刷新に伴い、新しいロゴを発表。
- 2009年11月 - インテル製フラッシュメモリディスクを採用したSSD製品を発売。
- 2010年 - 同社のモットーを象徴するカラーリングのハミングバードロゴを発表。
- 2012年 - REBRAND 100 Global Awardsに選出。
- 2014年 - 日本法人としてエイデータテクノロジージャパン株式会社を設立。
- 2016年 - ブラジルのサンパウロに製造工場を設立。
- 2017年 - 初めて世界第2位のSSD市場販売シェアを獲得(DRAMeXchange)。
- 2018年 - IESF Esports World Championshipsのオフィシャルスポンサー契約を締結。
- 2021年 - Best Companies to Work For in Asia Awards (HR Asia)および、Asia Responsible Enterprise Awards (AREA)に選出[6]。
- 2021年 12月 - 同社初となるDDR5メモリの販売を開始[7]。
- 2022年 4月 - 同社の公式Vtuber「桜良めいら」がデビュー[8]。

## 製品
主に以下の製品を販売する。
- DRAMモジュール
  - デスクトップパソコン向け製品
  - ノートパソコン向け製品

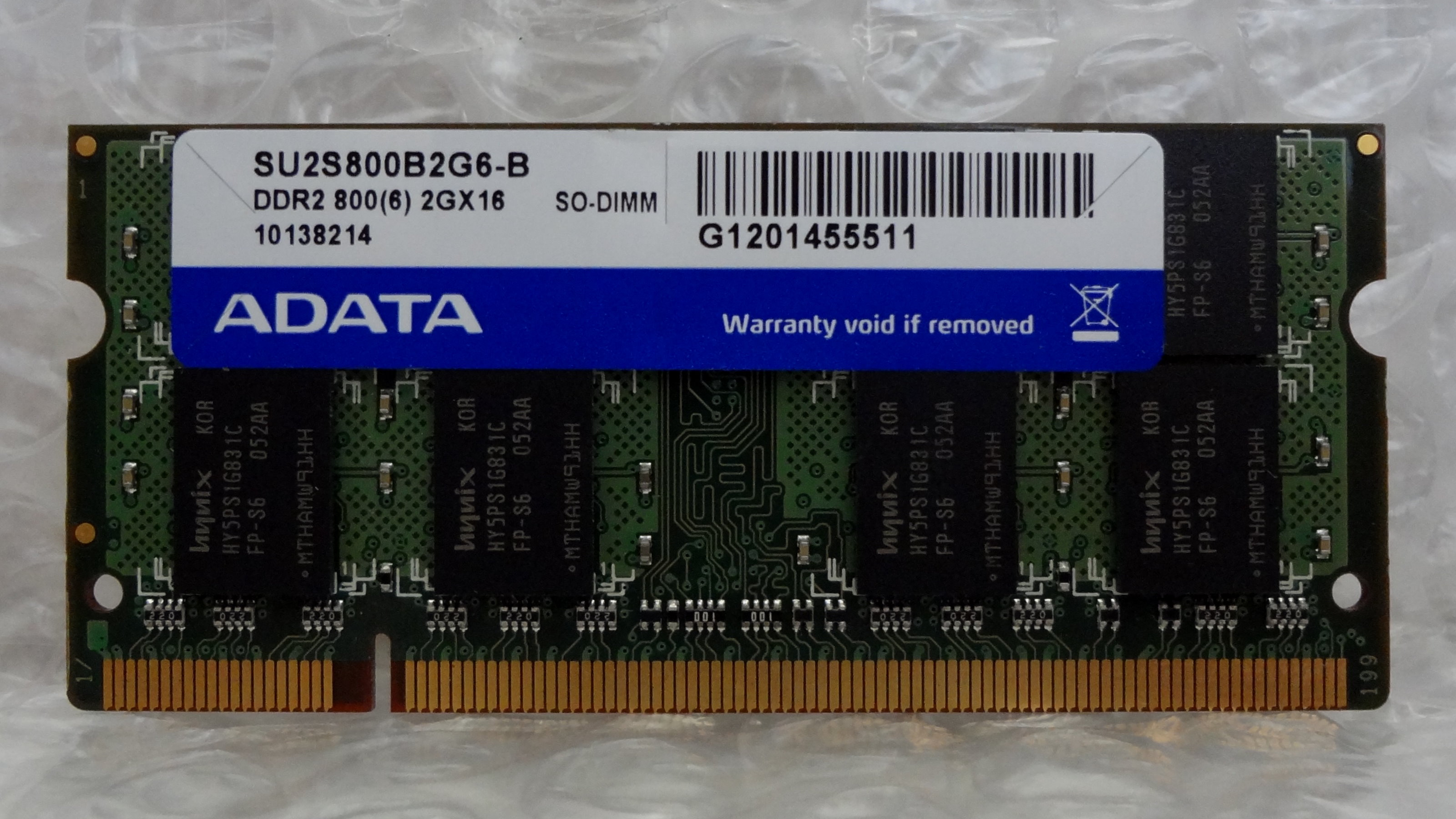
ノートパソコン向けDRAMモジュール

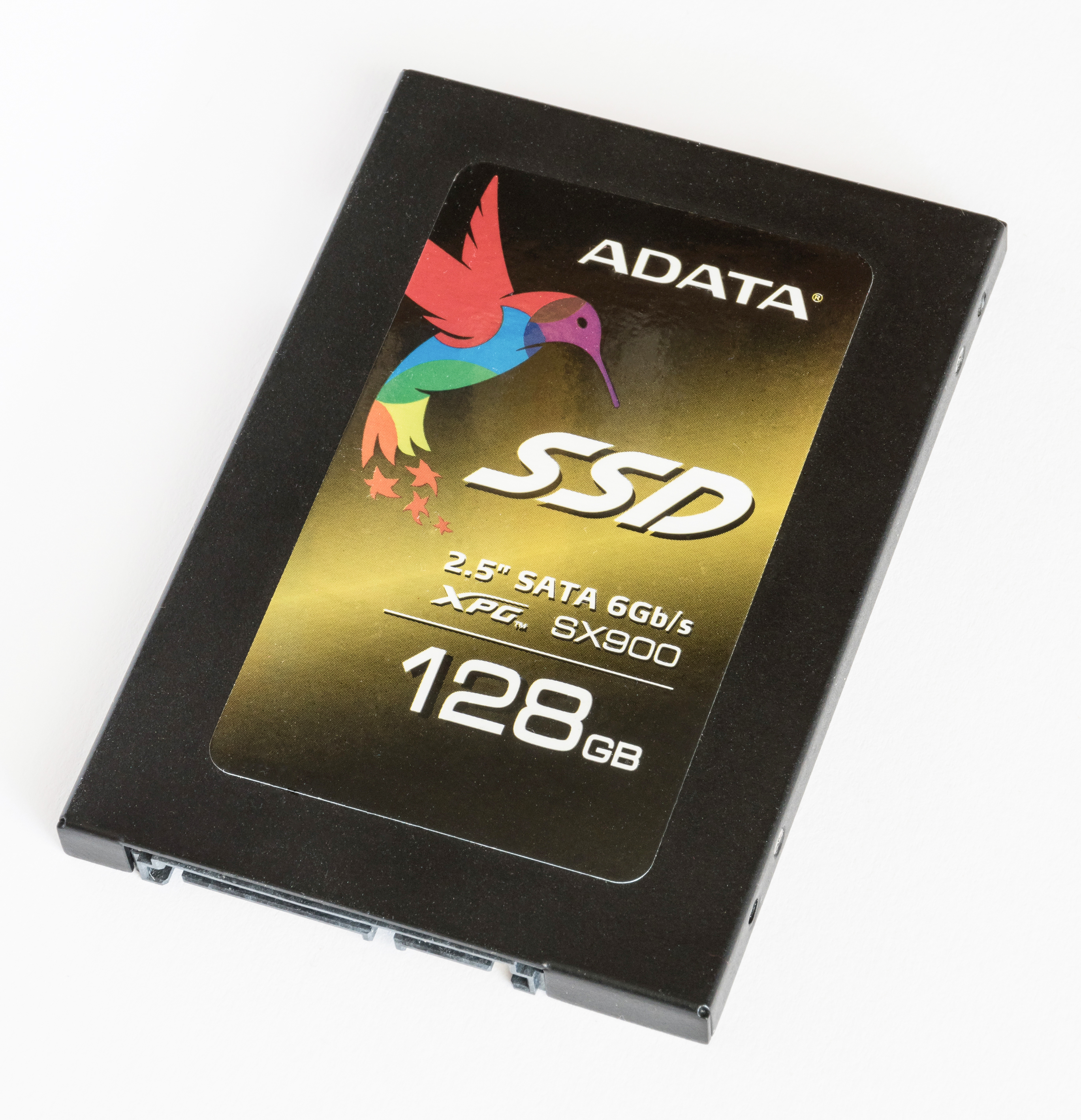
2.5インチサイズのSSD（ADATA SX900 128GB）

  - サーバー、ワークステーション向け製品（ECC機能搭載）
- SSD
  - SATA SSD
  - M.2 SSD
- USBフラッシュメモリ
- SDメモリーカード
- 外付けハードディスクドライブ
- モバイルバッテリー
- モバイルアクセサリ（ライトニングケーブルおよびUSB Type-Cケーブルなど）
- ゲーミング向け製品（XPGブランド）
  - マウス・キーボード・ヘッドセットなど
  - PCケース・電源ユニット・CPUクーラー・ファンなど

## ゲーミングブランド XPGについて
同社のゲーミング向け製品については「XPG」ブランドで販売を行っている。XPGとはXtreme Performance Gear（エクストリームパフォーマンスギア）の略称。
マウス、キーボード、ヘッドセットなどのデバイスに加え、PCケースや電源ユニット、CPUクーラー、ゲーミングPC向けのDRAMモジュールやNVMe SSDなどの自作PC向けに多岐に渡るカテゴリの製品を販売している。
2018年より、オリジナルキャラクターを活用したプロモーション活動を開始。2021年には各キャラクターに日本の声優を起用。キャラクターが登場するストーリービデオアニメーションをYouTubeの公式チャンネル「XPG JAPAN」において公開した。

### XPGオリジナルキャラクター
メイラ：勝利を諦めない戦うヒロインゲーマー
声 - 植田佳奈
平和な時間を過ごしていたゲーム好きの女の子。 突如謎の存在に愛する妹を奪われ、戦いの中に身を投じることに。戦闘時は、XPGオーブの力により生み出された能力を向上させるXPGギアを装着している。 勝つまで戦うという強い意志と、直線的な感情で目的に突き進む猪突猛進型の性格。XPGギアの側頭部を防御する装備は、XPGヘッドセット「PRECOG」の形状。
ゼニア：メイラを助け導く謎の少女
声 - 松岡美里
苦戦していたメイラの前に突如現れた少女。メイラとよく似たXPGギアを装着している。テレパシー能力を有し、相手の頭の中に直接語りかけることができる。自身の身長ほどもあるブレードを、いとも容易く扱う戦闘力の高さを持つ。メイラに秘められた力や敵の正体など、多くの謎を知っているようだが……？

ガイア：星々の母たる女神
声 - 稲垣好
地下遺跡でメイラが出会った謎多き存在。顔にある三つの三角形がチャームポイント。青い光により、星々が侵略の危機に瀕していることを告げた。お守りとしてメイラにあるアイテムを授け、星々を救うことが妹も救い出せる道だと助言する。メイラの妹の身に起きた何かを知っているようだが……？